# Paulo Maluf
Paulo Salim Maluf (São Paulo, 3 de setembro de 1931) é um político, engenheiro e empresário brasileiro. Foi figura marcante na política brasileira, sendo duas vezes candidato à Presidência da República, em 1985 e em 1989.
Foi governador do estado de São Paulo (1979–1982), além de duas vezes prefeito de São Paulo (1969–1971; 1993–1996), secretário dos transportes do Estado (1971–1975), presidente da Caixa Econômica Federal, presidente e vice-presidente da Associação Comercial de São Paulo e líder de cinco partidos políticos. Seu último cargo foi o de deputado federal, função que ocupou por quatro vezes.
Associou-se ao conservadorismo, e seu primeiro partido político foi a Aliança Renovadora Nacional (ARENA), agremiação situacionista durante a ditadura civil-militar, que posteriormente sofreu diversas alterações de nomenclatura, hoje se chamando Progressistas (PP). A ascensão e o sucesso como administrador público estiveram na origem do termo malufismo, em alusão à influência que Maluf deteve na política paulista.
A indicação de Maluf como candidato situacionista na eleição presidencial de 1985, a primeira após a abertura política, dividiu o partido, numa disputa interna de poder. Os membros da Arena contrários à candidatura, liderados por José Sarney, terminaram por fundar o dissidente Partido da Frente Liberal. Maluf foi oficializado candidato, mas perdeu a eleição para Tancredo Neves.
Maluf venceu a eleição de 1992 para a prefeitura de São Paulo. Dentre as obras públicas inauguradas durante suas administrações como prefeito da capital paulista, estão as Marginais Pinheiros e Tietê, o Elevado Presidente João Goulart (à época denominado Elevado Presidente Costa e Silva) e o Túnel Ayrton Senna.
Depois de deixar a prefeitura, não foi mais eleito para cargos executivos e passou a disputar, com êxito, eleições parlamentares. Em sua última eleição, em 2014, foi reeleito deputado estadual com 250 mil votos. Foi condenado em 2017 pelo Supremo Tribunal Federal pelo crime de lavagem de dinheiro. Maluf teria enviado parte de R$ 3 bilhões desviados de obras realizadas enquanto prefeito de São Paulo para contas no exterior. Foi condenado ainda em 2018 por falsidade ideológica eleitoral, cumprindo as penas em prisão domiciliar até maio de 2023, quando teve suas condenações extintas com base nos critérios do indulto natalino assinado pelo ex-presidente Jair Bolsonaro.

## História
Filho do imigrante libanês Salim Farah Maluf e de Maria Estéfano Maluf, uma família de industriais que no início do século passado resolveu investir na América do Sul. No início fabricavam compensados e outros laminados prensados, quando fundaram a Eucatex, a maior empresa do setor madeireiro da América Latina. Maluf é neto de Miguel Estéfano, detentor de uma das maiores fortunas do estado de São Paulo nas décadas de 1930 e 1940. Estudou no Colégio São Luís, estabelecimento de ensino de padres jesuítas. Em sua juventude estudou piano por hobby.
Ingressou na política no movimento estudantil da Universidade de São Paulo, onde durante o curso de engenharia civil pela Escola Politécnica da Universidade de São Paulo fez parte do Grêmio dos Estudantes da Faculdade. Formou-se em 1954, passando a ser diretor-superintendente das empresas da família, que eram comandadas por seu irmão Roberto. Em 1955 casou-se com Sylvia Lutfalla, com quem tem quatro filhos e treze netos. De 1955 a 1967, Maluf trabalhou ininterruptamente como empresário.

## Cronologia política
Em 1964, tornou-se vice-presidente da Associação Comercial de São Paulo, sendo empossado em 30 de março, um dia antes da queda do presidente João Goulart. Neste período, iniciou a amizade com Delfim Netto, o mesmo que lhe indicaria para a presidência da Caixa Econômica Federal em 1967. Ao término de seu mandato sobre a entidade, foi nomeado Prefeito de São Paulo em 1969 e Secretário dos Transportes em 1971. Em 1976, foi eleito presidente da Associação Comercial de São Paulo e alcançou o Governo do Estado de São Paulo em 1979. Eleito Deputado Federal quatro vezes: Em 1982 e 2006, com a maior votação do país; e em 2010 e 2014. Eleito prefeito de São Paulo em 1992. Colecionou 10 derrotas: 4 para o governo paulista: 1986, 1990, 1998, 2002; 4 para a prefeitura da capital paulista: 1988, 2000, 2004, 2008; e 2 para a presidência da República: 1985 (indireta) e 1989. Maluf comemorou, em 2012, 45 anos de vida pública, tendo ocupado nesta seis cargos de alta relevância política que culminaram na corrente denominada Malufismo.

### Presidente da Caixa Econômica Federal (1967–1969)
Maluf tomou posse como presidente da entidade em 13 de maio de 1967, quando tinha 35 anos. Inovou o organismo que era considerado uma velharia, que apenas oferecia um instrumento de poupança. Necessitando de novos horizontes, Maluf introduziu novidades: a CEF passou a oferecer Talão de cheque, e a disponibilizar em suas agências o pagamento de ISS, IPTU, ICMS, Imposto de Renda, contas de água, luz, gás e telefone. Sendo assim, a Caixa Econômica Federal equilibrou-se em 1967, e apresentou grandes lucros em 1968. Maluf inovou também ao criar o processo de empréstimo para a casa própria. Assim, ao invés de lavrarem-se escrituras no tabelião, fazia-se a escritura particular impressa sem ônus para o tomador. Durante sua gestão abriram-se linhas de poupança com correção monetária que a Caixa Econômica Federal não havia. O órgão centenário, em sua administração, realizou em financiamentos o que não havia feito em um século. Desta maneira, foi nomeado Prefeito do Município de São Paulo.

### Prefeito de São Paulo (1969–1971)

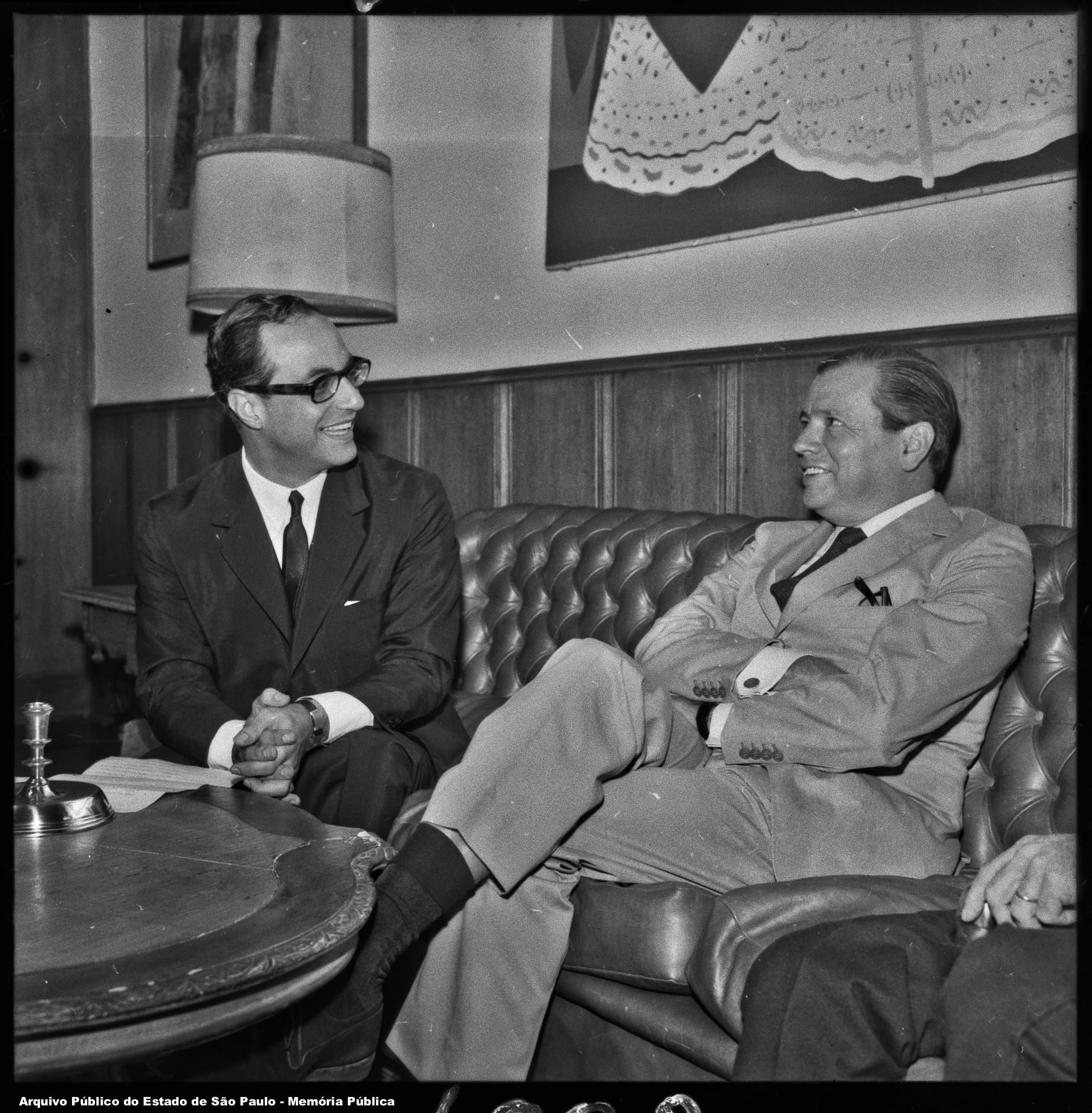
O recém nomeado prefeito de São Paulo, Paulo Maluf, visita o governador Abreu Sodré pouco antes de tomar posse.
Arquivo Público do Estado de São Paulo.

Maluf foi nomeado prefeito de São Paulo para o período de 1969 a 1971, por indicação do presidente da República Costa e Silva e com o apoio de Delfim Netto a contragosto do governador do estado Abreu Sodré, que preferia indicar o seu Secretário de Fazenda, Luís Arrobas Martins. Mas durante uma reunião na sede do governo paulista, Martins fez críticas ao poder central. O conteúdo da reunião chegou a Brasília e o governador precisou trocar de candidato e nomeou Maluf.
Sendo engenheiro, Maluf sempre priorizou as obras de grande porte e visibilidade, sendo a principal o Minhocão, muito criticada pelo fato de ter causado desvalorização aos diversos prédios que margeavam o viaduto e por ter deteriorado o bairro de Santa Cecília, região central da capital paulista. No ano de 2006, foi feita uma enquete por parte do periódico Jornal da Tarde, que apontou que mais de 90% da população da região aprova o Minhocão, mas que ele deveria passar por revitalizações.
Inaugurou diversas avenidas, pontes e viadutos, dentre eles: Beneficência Portuguesa, Plínio de Queiroz, 31 de Março, Antártica, Conselheiro Carrão, Bresser, Cidade de Osaka, Diário Popular, Gazeta do Ipiranga, Guadalajara, Guilherme de Almeida, Júlio de Mesquita Filho, Mie Ken, Miguel Mofarrej, e Presidente Wilson. Foi responsável, também, pela construção e inauguração de importantes trechos das Marginais Tietê e Pinheiros.
Maluf se notabilizou, além disso, pela ampliação da rede de escolas primárias e de nível médio, pela extensão da iluminação pública a vapor de mercúrio, pela criação das ruas de lazer, pelas obras de combate às enchentes e saneamento básico, e pela inauguração do Hospital Municipal do Tatuapé, que estava sendo construído desde o governo de Adhemar de Barros, mas que foi equipado em sua gestão. É o maior da Zona Leste, e considerado o melhor centro de atendimento de queimados da América do Sul.
Durante o seu mandato como prefeito de São Paulo, Maluf presenteou, mediante lei aprovada pela Câmara de Vereadores, os jogadores da Seleção Brasileira de Futebol que disputaram e ganharam a Copa do Mundo de Futebol de 1970 com um Fusca. Durante anos respondeu a um processo judicial sendo inocentado em 2006.

### Secretário dos Transportes (1971–1975)

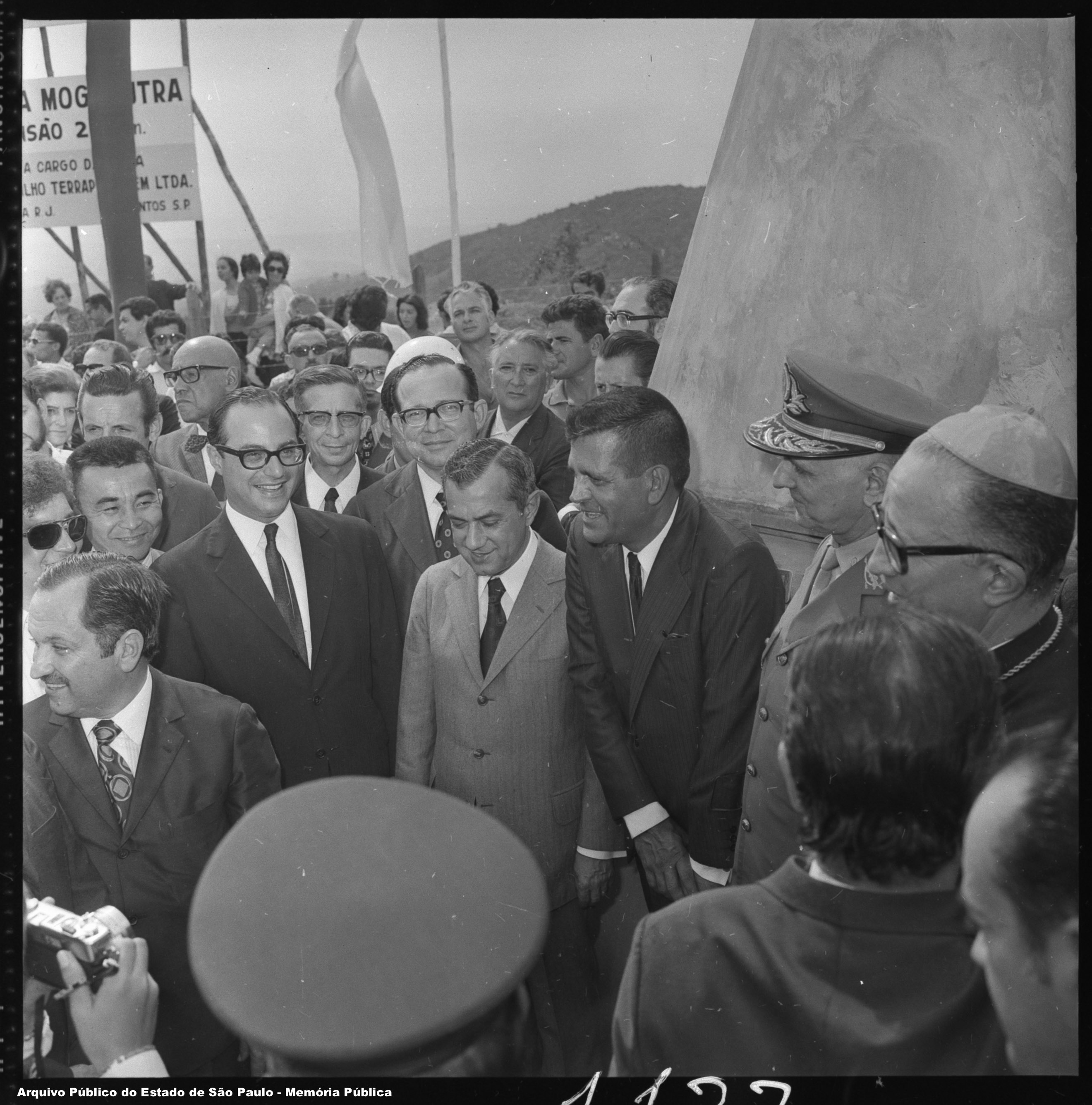
O governador Laudo Natel, ladeado pelo secretário estadual dos transportes Paulo Maluf (à esquerda) e o prefeito de Mogi das Cruzes Waldemar Costa Filho (à direita), durante a inauguração da Rodovia Mogi-Dutra, 1972.
Arquivo Público do Estado de São Paulo.

Tão logo concluiu seu mandato de prefeito, Maluf foi Secretário de Transportes do governo do estado de São Paulo na gestão Laudo Natel (1971-1975). Durante esse período, inaugurou a primeira etapa do metrô de São Paulo, a Linha Norte-Sul (chamada hoje de "Linha 1 - Azul"), que opera desde o dia 14 de setembro de 1974 e que estava sendo construído desde 1968. Além disto, deu início as operações da Fepasa, unificando as ferrovias do Estado de São Paulo. Como secretário, também acelerou a construção das Rodovias Imigrantes e Bandeirantes. Deu início a duplicação das Rodovias Anhanguera e Washington Luís. Em 1974, tentou ser indicado candidato ao Senado, mas o presidente Ernesto Geisel já havia escolhido Carvalho Pinto (que seria derrotado por Orestes Quércia), o que levou Maluf a desistir. Retomou suas atividades na Associação Comercial e, em 1976, foi eleito presidente da entidade. Em 1978 foi eleito Homem Visão 78 pela já extinta Revista Visão.
Em janeiro de 1975 Maluf firmou um contrato de financiamento 200 milhões de dólares com empresas e bancos da França para a aquisição de 60 trens de passageiros (240 vagões) de aço inox importados para os subúrbios da Fepasa. Para conseguir a aprovação do contrato, Maluf submeteu o contrato diretamente ao presidente Geisel, ignorando o governador Laudo Natel (o que gerou uma pequena crise política). Em março, Paulo Egydio Martins assumiu o governo do estado e ordenou uma auditoria no contrato. A auditoria revelou que o contrato era lesivo ao estado, pois a Fepasa pagaria 900 mil dólares por vagão enquanto a Rede Ferroviária Federal adquiriu na mesma época vagões similares por 400 mil a 500 mil dólares cada. Com isso, o contrato assinado por Maluf foi anulado e um novo foi assinado com as mesmas empresas e resultou na manutenção do valor, porém com o aumento da encomenda de 60 trens (240 vagões) para 100 trens (300 vagões) e a inclusão da empresa nacional Cobrasma no contrato, com índices de nacionalização obrigatórios e garantia de transferência de tecnologia.

### Governador de São Paulo (1979–1982)

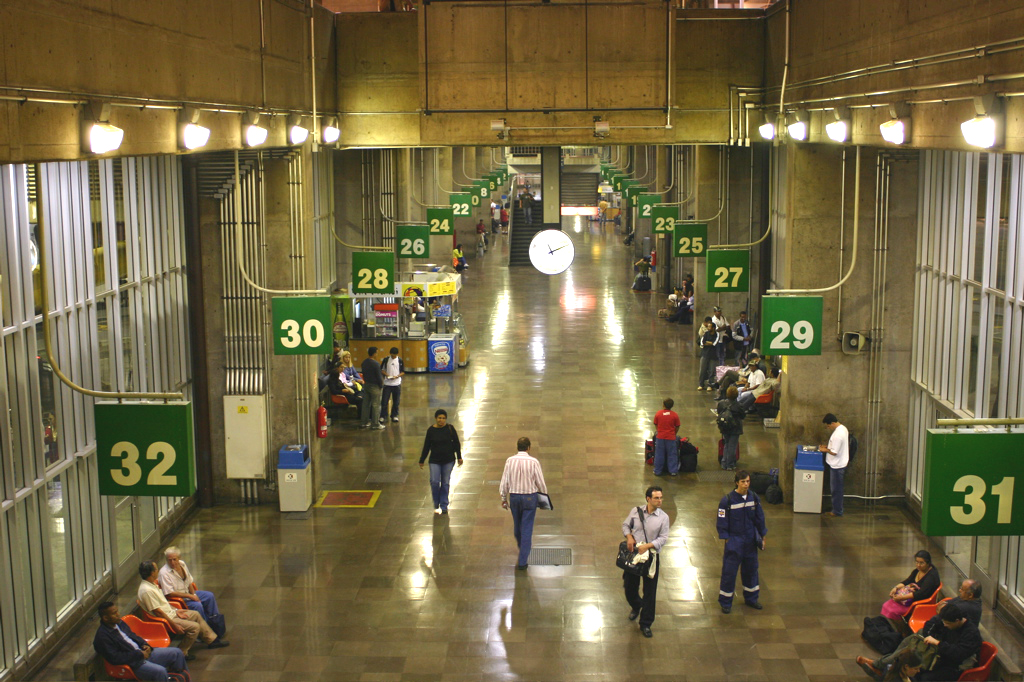
O Terminal Rodoviário do Tietê é o maior terminal viário da América Latina e foi inaugurado em 1982 na gestão de Paulo Maluf

Em 1977, começou a articular para chegar ao governo de São Paulo. Maluf apostou na candidatura à Presidência do Ministro do Exército, Sílvio Frota, que pertencia à linha dura do Regime Militar. O presidente Geisel, que apoiava o general João Batista Figueiredo, demitiu Frota em 12 de outubro de 1977. Sem esperanças de ser indicado pelo presidente, Maluf visitou todos os 1.261 delegados que votariam na convenção da ARENA. Em abril daquele ano, Geisel ficou neutro na disputa, confiante que Laudo Natel venceria a convenção. Na convenção da Arena, em 4 de junho de 1978, porém, Maluf venceu por 617 votos, ante os 589 obtidos por Natel. Laudo Natel tentou impugnar a votação sob a acusação de fraude, mas o governo federal não lhe deu ouvidos. Maluf disputou então a vaga no Colégio Eleitoral como candidato oficial da Arena, e, sem concorrente, foi eleito indiretamente governador do Estado de São Paulo em 1 de setembro de 1978, mesma data em que Amaral Furlan preencheu a vaga de senador nos termos da legislação vigente.
Como governador, cerca de 30 anos antes da descoberta de petróleo no litoral paulista, fez uma tentativa de encontrar petróleo no estado de São Paulo, com a criação de uma estatal chamada Paulipetro, através da assinatura de um contrato de risco com a Petrobras, que fracassou. Segundo o Departamento de Engenharia de Petróleo, "o tempo foi muito curto, de 1980 a 1982, para que os esforços do governo paulista aparecessem, pois o processo de prospecção é longo e depende quase sempre de várias tentativas de perfuração no mesmo lugar". De qualquer maneira, alguns poços escavados em que o petróleo não foi encontrado foram aproveitados pela Sabesp para captação e distribuição de água em alguns municípios do interior.
Em termos de saneamento básico, inaugurou obras da Sabesp na capital e interior, sendo as mais importantes os primeiros interceptores de esgotos no Rio Pinheiros, o Sistema Cantareira, que foi responsável pelo abastecimento de água de 10 milhões de habitantes (atualmente, cerca de 6 milhões, após a crise hídrica que afetou o Estado), a primeira fase da Estação de Tratamento de Esgotos de Barueri e a terceira fase da Estação de Tratamento de Água do Guaraú. São também realizações do Governo Maluf a expansão da linha Leste-Oeste de Metrô (a atual Linha 3 - Vermelha), constituída pelas estações: Pedro II, Bresser-Mooca, Belém e Tatuapé (para leste) e Anhangabaú, República e Santa Cecília (para oeste). Esta última estação foi concluída no governo seguinte que finalizou os 10% que restava. Construiu a Rodovia dos Trabalhadores (renomeada em 1994 como Rodovia Ayrton Senna), a Rodovia Mogi-Bertioga, a Ponte do Mar Pequeno, o Terminal Rodoviário Governador Carvalho Pinto(conhecido como Terminal Rodoviário do Tietê) e, em parceria com o Ministério da Aeronáutica, o Aeroporto Internacional de São Paulo/Guarulhos (renomeado em 1999 como Aeroporto Internacional Governador André Franco Montoro, concluído após o fim de sua gestão, em 1985), e  no qual o seu governo realizou um aporte financeiro menor do que o acordado inicialmente com a Aeronáutica. Iniciou as usinas hidrelétricas de Nova Avanhandava, Porto Primavera, Taquaruçu, Três Irmãos e de Rosana. Inaugurou e equipou o Instituto do Coração do Hospital das Clínicas.
Aumentou consideravelmente a presença das Rondas Ostensivas Tobias de Aguiar nas ruas com o objetivo de aumentar a segurança da Grande São Paulo.
Houve um incidente, durante seu governo, fartamente explorado pela oposição: o episódio na Freguesia do Ó, houve choques entre apoiadores e opositores de Maluf durante uma manifestação pública de cunho antimalufista, fato este que foi objeto de uma CPI inconclusiva na Assembleia Legislativa paulista.
Em 1981, Maluf cria a Eletropaulo, após seu governo comprar os ativos da porção paulista da Light. A empresa era considerada uma das cinco maiores fornecedoras de energia elétrica do mundo e foi privatizada na gestão de Mário Covas, na década de 1990.
No governo Maluf, a VASP foi pivô de um grande escândalo. Assim, em agosto de 1980, a Assembleia Legislativa do estado criou uma Comissão Especial de Investigação (CEI) para apurar denúncias de irregularidades na administração da estatal. Vários problemas foram encontrados, entre eles o desaparecimento de 2,7 milhões de litros de combustível, explicada por Calim Eid, chefe da Casa Civil, em razão da "evaporação natural", sumiço de peças de reposição, concorrências fraudulentas, falsificação contábil, distribuição de milhares de bilhetes aéreos e uso político da empresa. Maluf ampliou a rede de transmissão da TV Cultura de 8 para 51 estações e mais 83 repetidoras.
Também marca o seu governo a tentativa frustrada de construir uma nova capital para o estado, que se chamaria Anchieta, sendo sua região o município de Brotas. A emenda à Constituição estadual necessária para tal fim foi rejeitada pela Assembleia Legislativa em meados de 1980.
Maluf trasladou, em 1982, para o Monumento do Ipiranga, os restos mortais da 2ª imperatriz do Brasil, Dona Amélia de Leuchtenberg. Criou a Secretaria Estadual de Cultura. A pedido da ex-primeira dama Sara Kubitschek, doou 50 milhões de cruzeiros para a construção do Memorial JK, situado na cidade de Brasília.
Durante seu mandato, o município de São Paulo foi administrado, em sua maior parte, por Reynaldo de Barros. Indicado candidato a governador por Maluf, em 1982, Barros abriu espaço para o clássico correligionário malufista Antônio Salim Curiati, o qual foi o penúltimo prefeito nomeado de São Paulo.
Maluf jamais trocou de partido, embora a sigla tenha mudado ao longo dos anos: de Arena para PDS (em 1980), que mudou para PPR (em 1993), que virou PPB (em 1995), e que desde 2003 é denominado Partido Progressista (PP).

### Deputado federal (1983–1987)

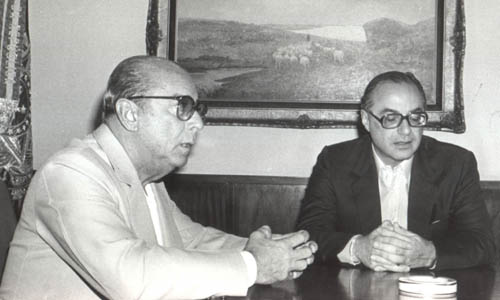
João Figueiredo e Maluf.

Em 1982 renunciou ao governo do estado dando lugar ao vice-governador José Maria Marin, para disputar uma vaga de deputado federal sendo eleito com 672 927 votos, sagrando-se o mais votado da história do país até 2002 quando o médico Enéas Carneiro obteve 1 573 642 votos. Na Câmara dos Deputados (1983-1987) foi contra a emenda Dante de Oliveira, que propunha eleições diretas para Presidente da República. Mesmo tendo comparecido a apenas quatro votações, articulou sua primeira candidatura à Presidência da República via Colégio Eleitoral derrotando Mário Andreazza, então Ministro do Interior, por 493 votos a 350 votos na convenção nacional do PDS realizada em 11 de agosto de 1984. Conhecido o resultado, Maluf tornou-se candidato a Presidente da República tendo como vice-presidente o deputado federal piauiense Flávio Marcílio, há anos fazendo política no Ceará, estado o qual representava na Câmara dos Deputados.
Tal resultado, porém, causou descontentamento entre os "andreazzistas" e gerou contrariedade para o presidente João Figueiredo. A vitória de Maluf foi o estopim para que os dissidentes governistas se alinhassem ao oposicionista Tancredo Neves, algo evidenciado pelo apoio de nomes como o do vice-presidente Aureliano Chaves, dos senadores José Sarney, Marco Maciel e Jorge Bornhausen, além de Antônio Carlos Magalhães. Destes, Sarney foi indicado vice-presidente na chapa oposicionista e se filiou ao PMDB em 13 de agosto de 1984 e os demais estruturaram a dissidência da Frente Liberal, embrião do Partido da Frente Liberal (fundado em 24 de janeiro de 1985, hoje União Brasil).
Melhor articulados, os adversários de Paulo Maluf formaram a Aliança Democrática derrotando-o por 480 votos contra 180 e 26 abstenções. Tancredo Neves, entretanto, não chegou a tomar posse e em seu lugar assumiu o vice-presidente José Sarney, dando início à chamada Nova República e governou o país entre 1985 e 1990.

### Derrotas em eleições majoritárias (1986–1990)
Meses após ser derrotado no Colégio Eleitoral, Paulo Maluf retornou à cena política como um dos artífices da vitória do ex-presidente Jânio Quadros (PTB) sobre o senador Fernando Henrique Cardoso (PMDB) na disputa pela prefeitura de São Paulo, num resultado que desmentiu os prognósticos dos institutos de pesquisa.
Porém o esperado apoio do PTB à sua candidatura ao governo de São Paulo em 1986 não aconteceu, visto que a legenda lançou o nome do empresário Antônio Ermírio de Moraes, com quem Maluf polemizou durante toda a campanha. Devido a esses ataques, Orestes Quércia fortaleceu-se e foi eleito governador. Ficando em terceiro lugar, Maluf decide concorrer pela primeira vez à prefeitura de São Paulo pelo voto direto, em 1988.
Outro revés em sua carreira aconteceu em 1988, quando perdeu a eleição para prefeito de São Paulo para a deputada estadual Luiza Erundina. Em 1988, não havia o dispositivo do segundo turno em eleições majoritárias, algo que só passaria a viger após publicada a Constituição Federal com aplicação a partir de 1989, ano das primeiras eleições diretas para presidente em quase trinta anos. Referendado candidato a presidente pelo PDS, após derrotar em convenção o prefeito de Florianópolis, Esperidião Amin, Maluf partiu para a campanha ficando em quinto lugar, atrás de nomes como os de Mário Covas e Leonel Brizola.
No segundo turno das eleições presidenciais de 1989, Maluf oficializou seu apoio a Fernando Collor, que derrotaria Luiz Inácio Lula da Silva. Na sua campanha presidencial, defendeu em ato público penas mais rigorosas para estupro seguido de homicídio, por meio da frase "Tá bom, está com vontade sexual, estupra mas não mata!", que acabou veiculada nos meios de comunicação como uma apologia ao estupro e não como uma condenação ao crime.
Em 1990, venceu o primeiro turno das eleições para o governo de São Paulo, sendo derrotado na rodada final por Luiz Antônio Fleury Filho do PMDB, apoiado ostensivamente pelo governador Orestes Quércia, e por membros do PSDB e do PT, como a então prefeita de São Paulo, Luiza Erundina. Foi a sua quinta derrota em cinco anos, a quarta em eleições diretas.

### Retorno à prefeitura de São Paulo (1993–1996)

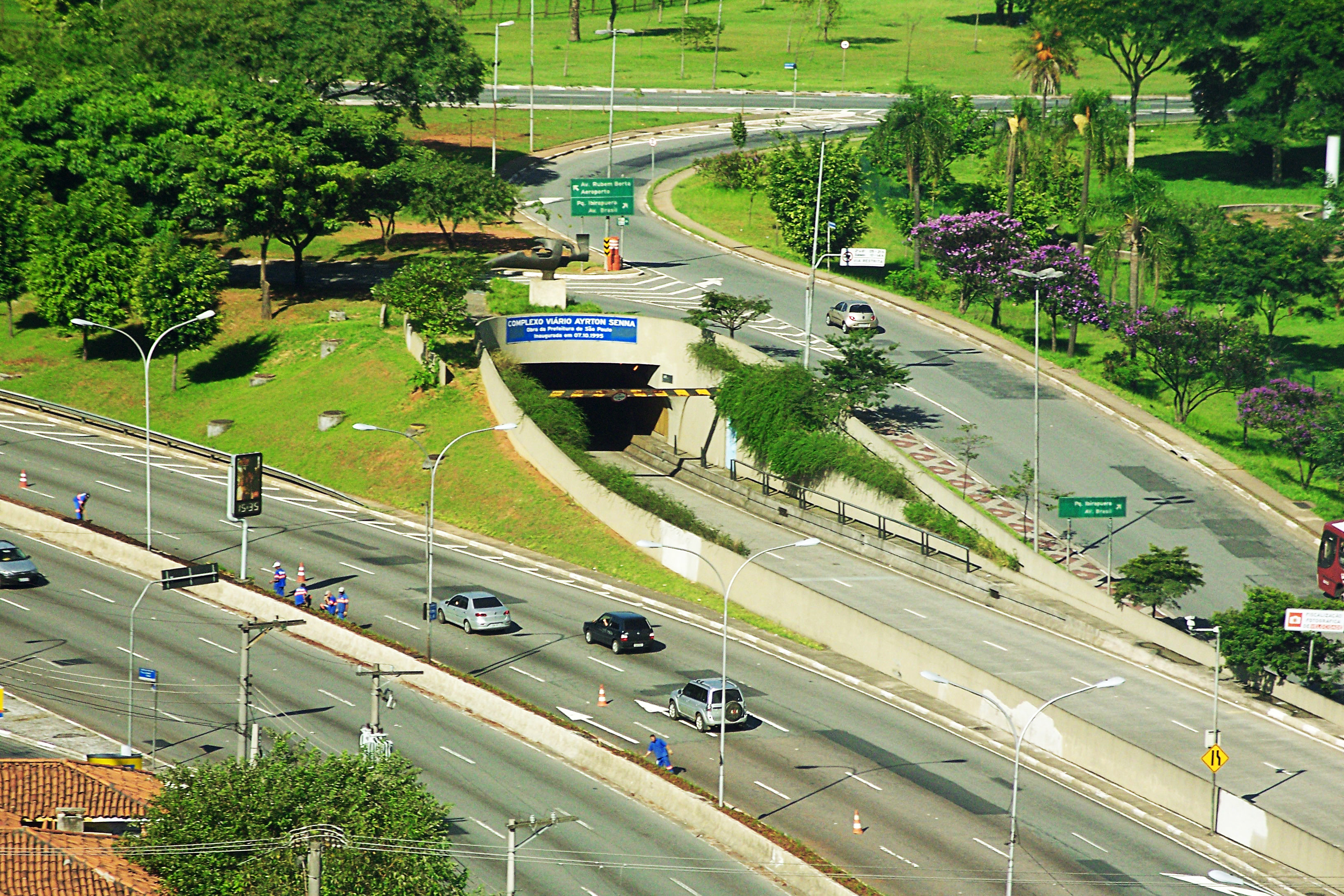
Tomada aérea do Complexo Viário Ayrton Senna - maior conjunto de vias subterrâneas de São Paulo

Após sete anos de reveses Maluf ganhou a eleição para a prefeitura de São Paulo em 1992, derrotando o senador Eduardo Suplicy (PT) em segundo turno. Contribuíram para a sua vitória a imagem de tocador de obras, de realizador e a sua facilidade de comunicação, ao passo que seu adversário não possuía a mesma empatia de comunicação (em especial na televisão) e estava concorrendo na condição de candidato situacionista, tendo que defender as realizações e os erros da administração Luiza Erundina, correligionária de Eduardo Suplicy.
Em seu segundo mandato como prefeito, alcançou o maior índice de aprovação da história de São Paulo, com cerca de 93%, porcentagem assentada em especial nos projetos sociais implantados por ele como o Cingapura e o Leve Leite, além da reestruturação do sistema de saúde através do PAS (Plano de Atendimento à Saúde). Este plano de saúde ofereceu, a partir de 1995, operações de laqueadura e vasectomia gratuitamente. Para conseguir dinheiro para obras, Celso Pitta, secretário de finanças, emitiu títulos da dívida pública, conseguindo capitalizar a prefeitura.
Criou leis polêmicas, porém com apoio popular - como a que proíbe o fumo nos restaurantes e a lei do cinto de segurança, tornando-o obrigatório — que colocou São Paulo na vanguarda, sendo posteriormente ampliada para todo o país, inclusive no Código Nacional de Trânsito aprovado por Fernando Henrique Cardoso.
Realizou o Programa Bairro a bairro, com a participação das sociedades amigos de bairros, no qual equipes da prefeitura se instalavam em determinadas regiões da cidade e dedicavam-se na solução dos problemas daquela localidade. Executou também o Programa Guarapiranga, visando solucionar problemas em lotes irregulares e despoluindo o rio que abastece o município. Em apoio à Campanha da Vida - Mutirão Salva São Paulo, organizada pelo Conselho de Sociedades Amigos de Bairros, Vilas e Cidades do Estado de São Paulo, criou a Secretaria do Verde e Meio-Ambiente, a qual plantou 1 milhão de árvores na cidade.
Além disso, Maluf implementou novas obras viárias em toda a cidade, gerando diversos empregos temporários na construção civil, mas também contribuindo para o aumento da frota de automóveis em circulação. Extinguiu a CMTC, criando a SPTrans, o que resultou em uma reorganização do sistema de ônibus municipais. Ao fazer isso, também pôs fim ao repasse anual de 500 milhões de dólares à antiga CMTC, embora, desde então, passasse a oferecer subsídios às empresas privadas que começaram a operar na rede de transporte de ônibus da antiga gestora. Ainda sobre a questão do transporte coletivo por pneus, entregou os terminais de ônibus da Vila Nova Cachoeirinha, João Dias, Penha, Parque Dom Pedro II, Bandeira e Cidade Tiradentes, além de ter iniciado as obras dos terminais Princesa Isabel e Capelinha.
Retomou as obras viárias da gestão de Jânio Quadros que foram interrompidas por Luiza Erundina. Uma delas é o Túnel Presidente Jânio Quadros (em homenagem ao ex-presidente). Além deste, foram construídos mais 7 túneis como o Sebastião Camargo, Tribunal de Justiça, Mackenzie, Ayrton Senna, e Maria Maluf. Também construiu a Passagem Tom Jobim, a Passagem Sena Madureira, e a Passagem Doutor Eurycledes de Jesus Zerbini (que faz parte do Complexo Viário Eusébio Matoso, juntamente com a Ponte Bernardo Goldfarb); a Avenida Jacu-Pêssego, a Avenida Águas Espraiadas, hoje Jornalista Roberto Marinho, que teve várias denúncias de superfaturamento. Fez também a Ponte Júlio de Mesquita Neto, a Avenida Escola Politécnica, a Avenida Nova Faria Lima, e o Complexo Viário Escola de Engenharia Mackenzie (também conhecido como Sacomã). Em quase todas as obras houve denúncias de superfaturamento e corrupção, com algumas condenações como nos casos Águas Espraiadas e Ayrton Senna. Também construiu os viadutos República da Armênia, da Moóca, José Colassuono, e Cassiano Gabus Mendes.
Foi o primeiro prefeito no Brasil a instalar computadores nas escolas públicas, com quinze mil máquinas distribuídas em 400 laboratórios.
Segundo pesquisas do Datafolha, Maluf foi o prefeito com maior índice de popularidade no último ano de mandato, no período entre 1984 e 2011.

## Pós-prefeitura e eleições para deputado federal

### A indicação de Celso Pitta (1996)
Próximo ao término de seu mandato como prefeito de São Paulo, Maluf procurou lançar um candidato à sua sucessão. Cogitaram-se vários nomes para a vaga, como Delfim Netto, Antônio Ermírio de Moraes, Olavo Setúbal e Adib Jatene. Porém, a tentativa do lançamento dessas candidaturas fracassou, levando Maluf a consultar o marqueteiro político Duda Mendonça. Foi feito um debate entre os possíveis nomes, entre eles secretários de seu governo. Decidiu-se então que Celso Pitta, secretário de finanças na época, era o mais indicado para a disputa devido a sua eloquência e presença marcante. Pitta venceu o segundo turno para a prefeitura em 1996, com uma esmagadora diferença de votos para Luiza Erundina que saíra do PT após a derrota migrando para o PSB. Durante a campanha, Maluf veiculou no horário eleitoral a seguinte frase: "Votem no Pitta e se ele não for um grande prefeito, nunca mais vote em mim". Pitta foi considerado o pior prefeito que São Paulo já teve, com índices de rejeição superiores a 80%. Pouco depois, em 1999, Maluf e Pitta romperiam seus laços políticos e a controversa atuação desse último à frente do cargo acabou por prejudicar gravemente a imagem de Maluf.

### Disputa de engenheiros (1998)
Em 1998, Maluf começou com o pé direito a campanha para governador. Alcançou 32% do eleitorado no primeiro turno, e Mário Covas(PSDB) obteve 22,9% dos votos. O ponto vital para a campanha de Maluf declinar foi um importante debate realizado pela Rede Bandeirantes, onde Maluf entrou com sete pontos de vantagem sobre seu opositor e saiu com sete pontos de desvantagem. Covas se valeu do passado de Maluf, citando sua ligação com os militares na época da ditadura e sua omissão diante das Diretas Já. A disputa terminou em 55% dos votos para Covas e 45% para Maluf. Também foi acusado de ter uma filha fora do casamento e foi pedido um exame de DNA, o qual comprovou que era mentira a suposta paternidade. Outro fato que atrapalhou sua campanha foi o caso Frangogate, no qual Maluf também foi inocentado.

### Perdendo novamente para o PT (2000)
No ano 2000, Maluf resolveu se candidatar a prefeitura de São Paulo, mesmo obtendo rejeição de 66% dos paulistanos enquanto em 1996 a marca era de 11%. Os principais candidatos que enfrentou foram: Marta Suplicy (PT), Geraldo Alckmin (PSDB), Luiza Erundina (PSB) e Romeu Tuma (PFL).
Ao longo da campanha, Maluf travou um fervoroso combate com a candidata Marta Suplicy do PT. Seus principais projetos eram bandeiras usadas em 1996 na campanha de Pitta: Pas, Cingapura e Leve-Leite. Em um dos debates Maluf se irritou com Marta ao declarar que a candidata se valia de insultos para se sobressair, então chamou a candidata de desqualificada. Marta respondeu com a frase: "Cala a boca, Maluf!". O resultado final da disputa foi Marta 58,51% e Paulo Maluf 41,49%.

### Restrito ao primeiro turno (2002–2004)
Nos anos vindouros o capital político de Maluf refluiu a ponto de o mesmo ter sido alijado do segundo turno nas eleições para o governo de São Paulo em 2002, mesmo tendo começado a campanha com 40% de intenções de voto. O grande ponto para o seu descenso foi a ausência em debates entre os candidatos realizados pela Rede Bandeirantes e pela Rede Record. Geraldo Alckmin do PSDB, surgiu como uma opção para frear a notável subida do PT, que tinha como candidato José Genoino, o qual começou a campanha com 11%. Alckmin venceu Genoíno no segundo turno por 57% a 42%.
Persistente, em 2004, Paulo Maluf, agora pelo PP, resolve se candidatar a prefeitura de São Paulo. Começa a disputa com 24% de intenções de voto no primeiro lugar, empatado com José Serra (PSDB) e Marta Suplicy (PT). Todavia, a intenção de votos a Maluf caía a medida que Serra disparava na campanha alcançando o segundo turno contra a candidata a reeleição, Marta Suplicy. Maluf termina com 12%. Desta vez, Serra vence a eleição, derrotando a petista por 55% contra 45%.

### Retorno à Câmara dos Deputados (2007–2018)

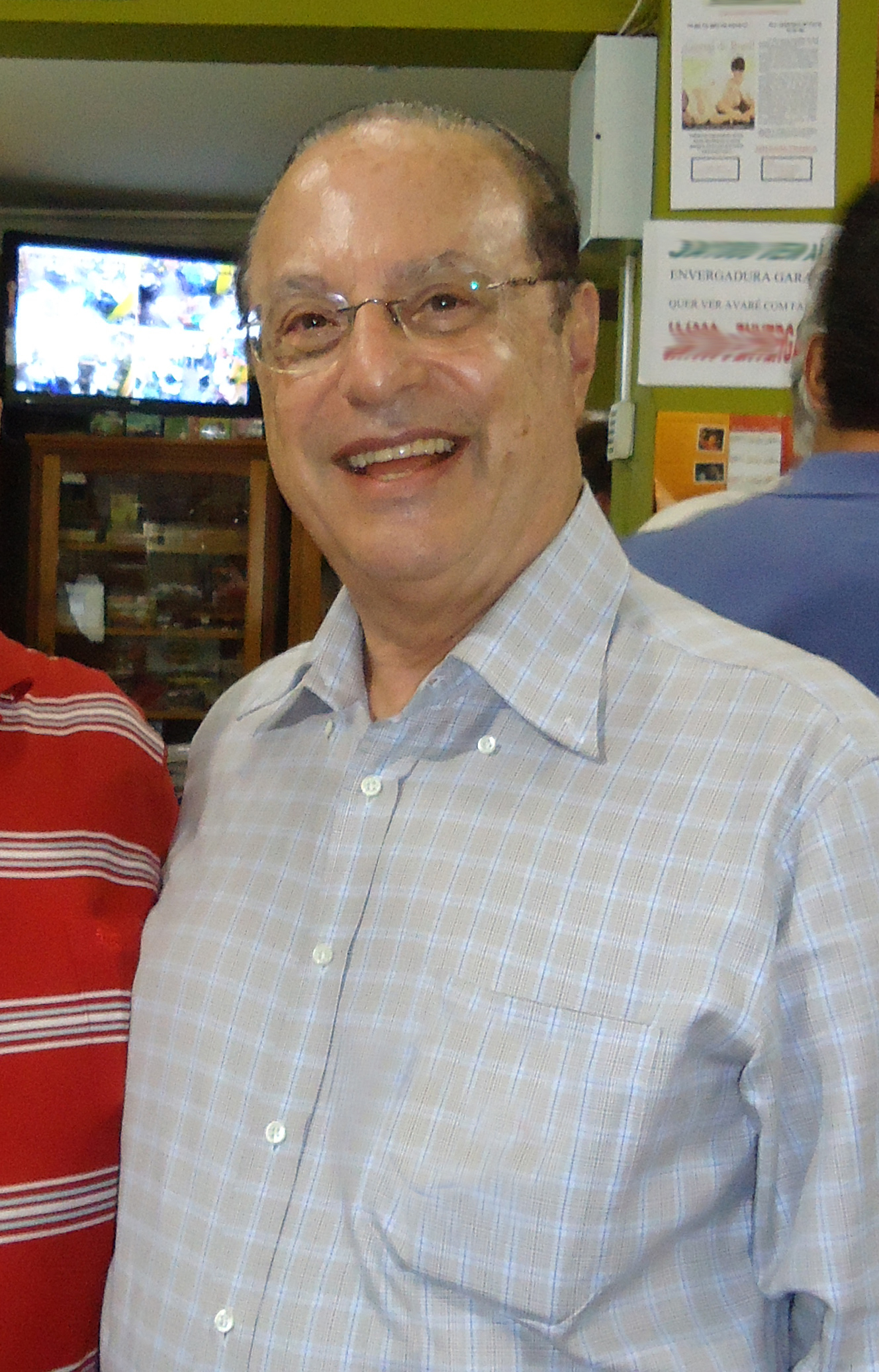
Paulo Maluf, em Avaré, no dia 24 de agosto de 2010

Diante da necessidade de recompor sua influência, abdicou de uma nova disputa pelo Palácio dos Bandeirantes em 2006 e candidatou-se a deputado federal. Mesmo tendo uma rejeição parecida à de 2000, na casa dos 65%, acabou sendo eleito com a maior votação do país, contabilizando 739 827 votos, segundo dados do Tribunal Superior Eleitoral. Em 24 de julho de 2007 foi eleito presidente do diretório paulista do PP, demonstrando sua influência no partido.
Apesar das últimas derrotas em eleições majoritárias, Paulo Maluf concorreu mais uma vez, em 2008, à prefeitura de São Paulo, após ganhar a indicação do Partido Progressista com 90% dos votos, contra 6% do deputado Celso Russomanno e 4% de abstenções. Propôs a construção de uma Freeway na cidade, ou seja, autopistas sobre o Rio Tietê e sobre o Rio Pinheiros. A ideia não teve aceitação popular chegando a ser chamada de mirabolante pela Revista Veja São Paulo.
Desta vez, recebeu apenas 5.91% dos votos válidos, ficando na quarta posição. Perdeu para Gilberto Kassab (DEM), Marta Suplicy (PT), e Geraldo Alckmin (PSDB). Foi a sua última tentativa de eleição para um cargo do Poder Executivo.
Após perder a eleição, Maluf declarou a Rede Bandeirantes que pretendia se lançar candidato ao governo de São Paulo em 2010. No entanto, declinou da tentativa, lançando-se à reeleição como deputado federal pelo PP, sendo eleito com 497 203 votos.
Paulo Maluf surpreendeu eleitores quando declarou em agosto de 2009 que ele próprio atualizava sua página no site Twitter.
No dia 22 de maio de 2011, Maluf foi reconduzido à presidência estadual do PP, em chapa única, deixando em aberto a questão sobre sua pré-candidatura à prefeitura de São Paulo, para as eleições de 2012. Em seguida, emitiu nota justificando por que desistiu de disputar a eleição. Ofereceu seu apoio ao candidato do PT, Fernando Haddad.
Nas eleições estaduais de São Paulo em 2014, Maluf foi candidato pelo PP a deputado federal. Em 1 de setembro de 2014, o TRE-SP indeferiu, por 4 votos a 3, o registro de candidatura de Maluf alegando que a condenação por superfaturamento na obra do túnel Ayrton Senna enquadrava Maluf na Lei da Ficha Limpa, a despeito do parecer completamente distinto do TJ-SP, o qual não lhe condenava por ato doloso (com intenção de ferir o erário). Os advogados de Maluf recorreram ao TSE e o político obteve o registro de candidatura deferido, sendo considerado ficha limpa.
Em 2014, era o quinto político mais rico do Brasil, segundo a revista Forbes.
Em 2016, votou em favor do processo de impeachment da presidente Dilma Rousseff, do Partido dos Trabalhadores. Seu voto foi um dos mais rápidos.

Em 2018, impossibilitado de concorrer, apoiou para deputado federal o candidato Guilherme Ribeiro (PRB), que conquistou 24.380 votos, insuficientes para ser eleito.

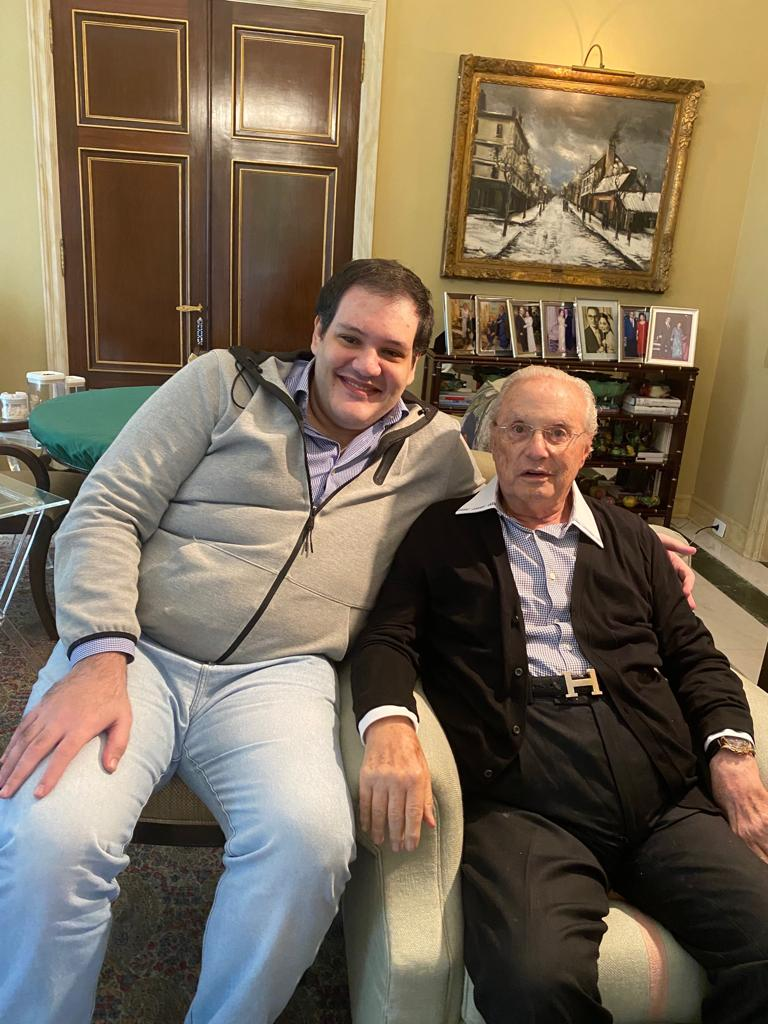
Paulo Maluf, aos 90 anos, com seu sobrinho, Alberto Haddad

Em 2022, Maluf foi visto nas redes sociais como cabo eleitoral de seu sobrinho, o empresário Alberto Haddad, que concorreria a uma cadeira na ALESP, pelo PP, sob o nome Albertinho, o Sobrinho do Maluf. Este renunciou à candidatura.

## Denúncias e prisão
A carreira de Maluf é marcada por seguidas acusações por corrupção, entretanto contra ele não figurou nenhuma condenação por prática de crimes na modalidade dolosa - onde há intenção de praticar delito - ou enriquecimento ilícito até 2017 (quando foi condenado pelo STF por lavagem de dinheiro), o que até então lhe permitiu continuar disputando eleições, na visão do Tribunal de Justiça do Estado de São Paulo e do Tribunal Superior Eleitoral. No ano de 2005 foi preso preventivamente, acusado de lavagem de dinheiro e evasão de divisas, sendo posteriormente inocentado pelo Supremo Tribunal Federal por não haver base legal ou jurídica no processo. Em 2010, foi inserido na lista de procurados pela Interpol. em razão de mandado expedido pela promotoria de Nova Iorque, que o acusa de movimentar ilicitamente milhões de dólares no sistema financeiro internacional sem justificativa fundamentada. Em virtude dessa ação, Maluf decidiu processar o promotor norte-americano Robert Morgenthau, por considerar que o alerta vermelho do órgão foi emitido de maneira ilegal.
Preso em 2005 pelo delegado de polícia Protógenes Queirós, acusado de intimidar uma testemunha, permaneceu no cárcere da sede da Polícia Federal de São Paulo de 10 de setembro a 20 de outubro de 2005 (totalizando 40 dias). Este episódio ocorreu após as graves denúncias de lavagem de dinheiro, formação de quadrilha, corrupção e crime contra o sistema financeiro (evasão fiscal). O STF julgou que a prisão de Paulo Maluf era juridicamente ilegal, pois sua saúde seria frágil para permanecer preso, autorizando assim a sua saída da prisão. Os jornais denunciaram à época que apesar da saúde "frágil", Maluf no dia seguinte foi encontrado comendo pastéis e tomando chope em Campos do Jordão.
O Superior Tribunal de Justiça condenou em 2006 Paulo Maluf a pagar uma multa de R$ 1,2 milhão pela contratação irregular da TV Globo para cobrir a Maratona de São Paulo.
A Justiça brasileira possui uma série de documentos que indicam uma movimentação de US$ 446 milhões em contas em nome de Paulo Maluf no exterior. Tendo, inclusive, seu genro admitido à Justiça que movimentou recursos ilegais nestas contas.
No momento, uma única sentença condenatória transitada em julgado, de Direito Civil, pesa sobre Maluf: o político e cinco corréus foram condenados a restituir ao Estado de São Paulo o montante perdido pelo episódio Paulipetro, em ação popular movida pelo hoje desembargador Walter do Amaral. Em valores de 2008, a parte que cabia a Maluf era de 716 milhões de reais. Embora não caiba mais apelação ou recurso, a execução da dívida - nos termos do processo 00.0245122-0 junto à décima-sexta vara federal do Rio de Janeiro, impetrado por Amaral - se encontra sujeita a vários agravos e medidas cautelares, e a própria condenação ainda pode ser esvaziada de efeito em função de uma ação rescisória (AR 4206) junto à primeira turma do STJ, no momento sob a relatoria do ministro Arnaldo Esteves Lima. O valor envolvido é mais de dezoito vezes o patrimônio declarado de Paulo Maluf em 2010, segundo a Transparência Brasil.

### Jersey
Paulo Maluf é acusado pela justiça brasileira de ter uma vultosa conta no paraíso fiscal das ilhas Jersey. Em 10 de junho de 2001, o jornalista Roberto Cosso, do jornal Folha de S.Paulo, com a reportagem "Paraíso fiscal bloqueia contas de Maluf", revelou que a polícia da ilha de Jersey, paraíso fiscal no canal da Mancha, bloqueou contas com cerca de US$ 200 milhões atribuídas a Paulo Maluf e seus familiares.
Em 9 de julho de 2001, o ex-prefeito disse em entrevista coletiva: "Vou botar na cadeia os que me difamaram. Se você quiser ser processado, assina embaixo, junto com os que estou processando: os promotores e o jornalista Roberto Cosso, do jornal Folha de S.Paulo". O jornalista nunca foi processado por Maluf.

### Interpol
Em março de 2010, seu nome foi incluído na difusão vermelha da Interpol, por solicitação dos Estados Unidos. Seu filho, Flávio Maluf, também estava na lista de procurados. Por isso, eles corriam risco de serem presos em 181 países. Em abril de 2016, foi divulgado na imprensa brasileira que os nomes de Flávio e Paulo Maluf foram retirados da lista. Entretanto, em 14 de abril a Procuradoria de Nova York informou que apenas as fotos foram retiradas do site da Interpol, mas que os pedidos de prisão de ambos não foram revogados.

### Lista de Corrupção Internacional do Banco Mundial
No dia 15 de junho de 2012, Paulo Maluf foi um dos quatro brasileiros incluídos pelo Banco Mundial, juntamente com os banqueiros Edemar Cid Ferreira e Daniel Dantas, em uma lista de 150 casos internacionais de corrupção. O Projeto do Banco Mundial em parceria com a ONU, chamado de "The Grand Corruption Cases Database Project", contém casos em que foram comprovadas movimentações bancárias ilegais de pelo menos 1 milhão de dólares.

### ONG Transparência Internacional
Em 2014 foi escolhido pela ONG Transparência Internacional na Suíça como um exemplo de corrupção a ser combatido.
Durante a campanha contra corrupção, Maluf recebeu o nome de Mr. Kickback, vulgo "Sr. Propina" em inglês. O traz a referência ao verbo “malufar”, como sinônimo de “roubar dinheiro público”. “Não há muitas pessoas que podem dizer que possuem um verbo em sua homenagem. Paulo Maluf pode”, dizia a campanha.

### França
No dia 2 de março de 2016, foi condenado pela 11ª Câmara do Tribunal Criminal de Paris a 3 anos de prisão por lavagem de dinheiro.  Os crimes teriam ocorrido entre 1995 e 2005 e, juntamente com a condenação de prisão, foram determinados o confisco de 1,8 milhões de euros, e multas que somam 500 mil euros. A Justiça da França manteve no dia 20 de junho de 2017 a condenação do deputado Paulo Maluf (PP-SP) a três anos de prisão e multa de 200 mil euros (R$ 725 mil) por crime de lavagem de dinheiro no país entre 1996 e 2003.
De acordo com a sentença, o montante de cerca de 1,8 milhão de euros (R$ 6,6 milhões) depositados em duas contas bancárias na França no nome da mulher de Maluf, Sylvia, é fruto de desvio de dinheiro público e corrupção no Brasil.
Além desse valor, outra quantia, de cerca de 27 mil euros (R$ 100 mil), apreendidos no quarto do hotel Plaza Athénée, em Paris, na ocasião da detenção de Maluf no país, em 2003, também permanecerão confiscados.

### Condenações
Em 23 de maio de 2017, a 1ª Turma do Supremo Tribunal Federal (STF) decidiu, por 4 votos a 1, pela condenação do deputado pelo crime de lavagem de dinheiro. Maluf foi condenado a 7 anos, 9 meses e 10 dias em regime fechado e pagamento de multa. Apenas o ministro Marco Aurélio Mello votou pela absolvição. Ao justificar seu voto, o ministro declarou que "o crime que deu origem à lavagem de dinheiro já estava prescrito". O ministro Alexandre de Moraes não estava presente. Maluf também foi condenado à perda do mandato de deputado federal, mas a decisão final caberá à Câmara dos Deputados.
Em 10 de outubro de 2017, o STF confirmou a condenação. Segundo a denúncia do Ministério Público, Maluf recebeu propina de contratos públicos com as empreiteiras Mendes Júnior e OAS, no período em que foi prefeito da cidade de São Paulo. Os recursos teriam sido desviados da construção da Avenida Água Espraiada, hoje chamada Avenida Roberto Marinho. O custo total da obra foi de cerca de 800 milhões de reais. As investigações se arrastaram por mais de dez anos, desde a instauração do primeiro inquérito contra o ex-prefeito, ainda na primeira instância da Justiça. Os procurados estimaram em 170 milhões de dólares a movimentação total de recursos ilícitos.
Em 22 de maio de 2018, a 1ª Turma do STF condenou Maluf a 2 anos e 9 meses em prisão domiciliar, além do pagamento de multa, por falsidade ideológica para fins eleitorais.

### Prisão e cassação do mandato
Em 19 de dezembro de 2017, o ministro do STF Edson Fachin julgou monocraticamente inadmissíveis os embargos infringentes tentados pela defesa e ordenou que o deputado passasse a cumprir imediatamente a pena imposta em maio. A prisão de Maluf foi realizada no dia seguinte e o juiz de execuções penais do Distrito Federal determinou sua transferência para o presídio da Papuda, em Brasília.
Em fevereiro de 2018, por decisão do presidente da Câmara dos Deputados, Rodrigo Maia, Maluf foi afastado do cargo.
No dia 28 de março de 2018, o ministro do STF Dias Toffoli concedeu a Maluf prisão domiciliar em razão de problemas de saúde.
Em 22 de agosto de 2018, Maluf teve seu mandato de deputado federal cassado por unanimidade pela Mesa Diretora da Câmara dos Deputados, após diversos adiamentos por parte da Câmara. Com a cassação, perde efeito o processo em tramitação no Conselho de Ética, apresentado pela REDE, que argumentava que a condenação de Maluf pelo STF configurava quebra de decoro parlamentar por parte do deputado.

### Repatriação de dinheiro ao Brasil
Em 19 de março de 2024, o Supremo Tribunal Federal da Suíça determinou a repatriação ao Brasil de 16,3 milhões de dólares, equivalente a aproximadamente 80 milhões de reais, que estavam bloqueados nas contas de Maluf, ex-prefeito de São Paulo, no país europeu. A Corte suíça acatou argumentos apresentados pelo Ministério Público Federal (MPF) e pela Advocacia-Geral da União (AGU), ambos do Brasil, e confirmou o que o Tribunal Penal da Suíça havia decidido em setembro de 2023. A decisão do Supremo suíço foi proferida em 2 de fevereiro de 2024.
Em 28 julho 2025  a família de Maluf e outras empresas devem devolver R$ 210 milhões à Prefeitura de SP após acordo com MP em casos de desvio de verbaAcordo foi firmado com quatro filhos, uma ex-nora e um ex-genro de Maluf. Valor é resultado de investigações sobre desvios de verba durante a gestão do ex-prefeito em obras como o Túnel Ayrton Senna e a Avenida Água Espraiada, atualmente chamada de Avenida Jornalista Roberto Marinho.
- Acordo foi firmado com quatro filhos, uma ex-nora e um ex-genro de Maluf, além de uma empresa offshore sediada no Uruguai e um banco brasileiro que adquiriu ações da empresa Eucatex.
- Valor é resultado de investigações sobre desvios de verba durante a gestão de Maluf em obras como o Túnel Ayrton Senna e a Avenida Água Espraiada, atualmente chamada de Avenida Jornalista Roberto Marinho.
- Em nota, a defesa do ex-prefeito disse que "o desfecho mostra a postura colaborativa da família, que encerra uma controvérsia judicial sem estar sujeita às incertezas inerentes ao processo”.
- Ministério Público destaca, no entanto, que o acordo não encerra as ações civis movidas pelo órgão, que continuam em andamento contra o próprio ex-prefeito, sua esposa e outras empresas acusadas de superfaturamento e pagamento de propina.
- Na esfera criminal, Paulo Maluf foi condenado a 7 anos e 9 meses de prisão pelo Supremo Tribunal Federal (STF), em uma ação penal proposta pelo Ministério Público Federal.

## Linha do tempo

### Desempenho em eleições
| Ano  | Cargo Disputado  | Número | Partido | Votação na cidade de São Paulo (1.° turno) | Votação na cidade de São Paulo (2.° turno) | Votação Total (1° Turno) | Votação Total (2° Turno) | Resultado  |
| ---- | ---------------- | ------ | ------- | ------------------------------------------ | ------------------------------------------ | ------------------------ | ------------------------ | ---------- |
| 1969 | Prefeito         | —      | ARENA   | —                                          | —                                          | —                        | —                        | Indicado   |
| 1978 | Governador       | —      | ARENA   | —                                          | —                                          | 1 021 (1.º)              | —                        | Eleito     |
| 1982 | Deputado Federal | 111    | PDS     | 259 302 (2.º)                              | —                                          | 672 627 (1.º)            | —                        | Eleito     |
| 1985 | Presidente       | 11     | PDS     | —                                          | —                                          | 180 (2.º)                | —                        | Não Eleito |
| 1986 | Governador       | 11     | PDS     | 1 008 713 (3.º)                            | —                                          | 2 668 425 (3.º)          | —                        | Não Eleito |
| 1988 | Prefeito         | 11     | PDS     | 1 257 495 (2.º)                            | —                                          | —                        | —                        | Não Eleito |
| 1989 | Presidente       | 11     | PDS     | 1 327 434 (2.º)                            | —                                          | 5 986 575 (5.º)          | —                        | Não Eleito |
| 1990 | Governador       | 11     | PDS     | 2 108 117 (1.º)                            | 2 504 023 (1.º)                            | 5 872 252 (1.º)          | 6 865 157 (2.º)          | Não Eleito |
| 1992 | Prefeito         | 11     | PDS     | 2 036 776 (1.º)                            | 2 805 201 (1.º)                            | —                        | —                        | Eleito     |
| 1998 | Governador       | 11     | PPB     | 1 743 120 (1.º)                            | 2 196 583 (2.º)                            | 5 351 026 (1.º)          | 7 900 598 (2.º)          | Não Eleito |
| 2000 | Prefeito         | 11     | PPB     | 960 581 (2.º)                              | 2 303 623 (2.º)                            | —                        | —                        | Não Eleito |
| 2002 | Governador       | 11     | PPB     | 1 467 196 (3.º)                            | —                                          | 4 190 706 (3.º)          | —                        | Não Eleito |
| 2004 | Prefeito         | 11     | PP      | 734 580 (3.º)                              | —                                          | —                        | —                        | Não Eleito |
| 2006 | Deputado Federal | 1111   | PP      | 398 974 (1.º)                              | —                                          | 739 827 (1.º)            | —                        | Eleito     |
| 2008 | Prefeito         | 11     | PP      | 376 734 (4.º)                              | —                                          | —                        | —                        | Não Eleito |
| 2010 | Deputado Federal | 1111   | PP      | 275 735 (2.º)                              | —                                          | 497 203 (3.º)            | —                        | Eleito     |
| 2014 | Deputado Federal | 1111   | PP      | 119 150 (6.º)                              | —                                          | 250 296 (8.º)            | —                        | Eleito     |